# Andreas Michalitz
Andreas Michalitz (* 11. Juli 1968 in Wiener Neustadt) ist ein österreichischer Langstreckenläufer. Er gewann drei österreichische Meistertitel im 24-Stunden- und im 100-km-Lauf in der Einzel- und Team-Wertung, hält zwei österreichische Rekorde (144-Stunden-Lauf 784,004 km und 48-Stunden-Lauf 375 km) und den Weltrekord im „Treppensteigen in voller Montur“ (82.301 Stufen in 24 Stunden), er ist Mitglied der österreichischen Ultralaufnationalmannschaft.

## Sportlicher Werdegang
Andreas Michalitz begann 2002 mit dem Laufsport. Ein Buch über den Extremläufer Christian Schiester inspirierte ihn, mit dem Ultralauf zu beginnen. Im Jahr 2015 belegte er bei der 6 Days World Trophy in Ungarn den 3. Platz und verbesserte den österreichischen 6-Tage-Rekord auf 784,004 km.
Im Jahr 2016 stellte er dann einen neuen 48-Stunden-Rekord (375 km) auf und gewann die österreichische 24-Stunden-Meisterschaft in Irdning mit 227,6 gelaufenen Kilometern und erreichte die Qualifikationsnorm der österreichischen Nationalmannschaft für die Europameisterschaft in Frankreich.
Als Feuerwehrmann der Feuerwehr Wiener Neustadt stellte er 2017 einen neuen Weltrekord auf. Er legt mit kompletter Persönlicher Schutzausrüstung, die 23,7 kg wiegt, 101 Kilometer in 15 Stunden und zehn Minuten zurück.

## Rekorde
- Österreichischer Rekord im 48 Stunden Lauf mit 375 km.
- Österreichischer Rekord im 144 Stunden Lauf mit 784,004 km
- Weltrekord 100-km-Lauf in Feuerwehrschutzausrüstung mit Atemschutz 15 h 11 min 10 s[4]
- Weltrekord „Treppensteigen in voller Montur“ 82.301 Stufen in 24 Stunden[5]

## Erfolge

### 2014
- 2. Platz beim 48-Stunden-Lauf Gols 291 km

### 2015
- 3. Platz bei der 6 Days World Trophy in Ungarn 784,004 km
- 2. Platz beim Austria Race Across Burgenland 218 km

### 2016
- Platz 1 und österreichischer Rekord beim 48-Stunden-Lauf Gols mit 375 km[6]
- Platz 1 und österreichischer Meister (Team-Wertung 100 km) 100-km-Lauf Wien
- Platz 2 und Vizemeister Masters AK 40 100-km-Lauf-Wien
- Platz 1 und österreichischer Meister im 24-Stunden-Lauf in Irdning
- Platz 1 und österreichischer Meister im 24-Stunden-Lauf (Team-Wertung) in Irdning
- Platz 1 und österreichischer Meister im 24-Stunden-Lauf Masters AK 40 in Irdning
- Platz 2 im österreichischen Ultralauf Cup mit 264,78 Punkten
- Platz 19 beim Spartathlon (härtester Ultralauf der Welt max. Zeit Limit 36 h) 27 h 44 min 11 s 2017[7]